# Louis Camu
Pour les articles homonymes, voir Camu.
Louis Camu est un haut fonctionnaire, homme politique et résistant belge, qui présida la Banque de Bruxelles  de 1952 à 1975.

## Biographie
Louis Camu est né le 11 avril 1905 à Alost. Il est le fils d'un homme d'affaires qui détenait notamment une malterie.
Il étudie tout d'abord à l'Institut de fermentation de Gand. Mais à 19 ans, il est appelé pour effectuer son service militaire. À l'issue de ses études, il obtient un doctorat en sciences commerciales à l'université de Liège et une licence en sciences financières à l'université de Gand. En 1927, il devient dès lors chargé de cours dans ces deux universités.
En 1934, sa carrière politique débute au sein du cabinet de Maurice Lippens , ministre de l'Instruction publique. En 1936, nommé par Paul van Zeeland Commissaire royal à la réforme administrative, il travaille avec André Molitor sur une réforme de l'organisation des ministères. Il s'engage afin de créer un corps des Inspecteurs des finances qui est finalement mis en place en 1938.
En août 1940, pendant la Seconde Guerre mondiale, et à la suite de la capitulation belge, il soutient le mouvement catholique royaliste en prêtant sa propriété d'Alost pour l'établissement d'un camp du service des volontaires du travail pour la Wallonie.
En 1941, il entre à la Banque de Bruxelles. Il continue parallèlement ses études en vue d'obtenir un doctorat en sciences économiques à l'université de Liège. À cette époque, il côtoie les proches de Paul Struye pendant la guerre. Il joue alors en rôle important en coalisant la résistance en Flandre orientale. Il est arrêté par la Gestapo en juillet 1944.
Fin 1948, il intègre le Comité national belge de la Ligue indépendante de coopération européenne (LICE) qui est un groupe d'étude et de pression européen d'inspiration libérale créé le 24 mars 1947. En 1949, sur recommandation de Max-Léo Gérard, président de la Banque de Bruxelles de 1939 à 1952, il lui succède à ce poste de 1952 à 1975.
Classé comme atlantiste, il défendra une conception libérale de l'unification européenne et une priorité dans ce domaine laissée à l'initiative privée. C'est pourquoi il défend le projet de création de la monnaie unique européenne.
Il meurt le 12 novembre 1976, à l'âge de 71 ans, dans sa commune de naissance, à Alost.